# Isák
Isák és una banda de música electro-joik sami-noruec formada pel la cantant sami Elle Marie Hætta Isaksen, Daniel Eriksen i Aleksander Kostopoulos. És un dels grups de música sami més populars, conegut per les adaptacions que ha fet de les cançons Maze i Elle de Mari Boine.
El 2018 van guanyar el Sami Music Awards en la categoria de millor grup revelació. El 2019 van llançar el seu primer àlbum Ealán amb cançons en anglès i sami septentrional. El 2021 es va publicar el segon disc del grup, titulat Roasut (Desastres). Les lletres de les cançons, escrites per Isaksen tracten temes polítics i mediambientals, però també l'amor.

## Discografia
- 2019: Ealán
- 2021: Ruosut
- 2023: Daughters of the sun